# Once (Buenos Aires)

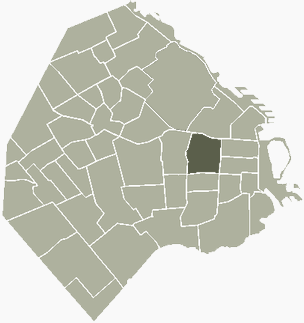
Plano de situación del barrio de Balvanera, dentro del cual se encuentra Once.

Once (por Once de Septiembre) es la denominación no oficial de una zona del barrio de Balvanera, el cual se encuentra en la Comuna 3 de la Ciudad Autónoma de Buenos Aires. Es un barrio no oficial, ya que no se encuentra entre los 48 barrios en que legalmente está dividida la ciudad.
Once se caracteriza por sus numerosos comercios de ofertas y bajos precios, y abarca varias áreas comerciales. Su nombre proviene de la terminal de ferrocarril situada en el centro de la zona, Once de Septiembre que a su vez viene del 11 de septiembre de 1852, fecha en la que el Estado de Buenos Aires se separó del resto de la Argentina. Por otro lado, en la plaza se encuentra el mausoleo de Bernardino Rivadavia, primer presidente argentino.

## Historia
Durante el siglo XIX, Balvanera era considerada un suburbio de Buenos Aires. Un censo de 1836 estimaba su población en 3625 habitantes. Casi todos vivían en quintas (pequeñas fincas), por lo que la zona era conocida como las quintas. Su avenida principal, hacia el oeste, era el Camino Real del Oeste, actualmente Avenida Rivadavia.
En 1775 empezaron a funcionar los Corrales de Miserere que se situaban en lo que hoy es la plaza Miserere y la estación del ferrocarril (llegaban hasta la Avenida Corrientes hacia el norte y de Avenida Pueyrredón a la calle Ecuador), que en 1806 y 1807 fueron escenario de las Invasiones inglesas. 

## Colectividades
Posee una gran presencia de la colectividad judía. Los judíos en esta zona son tradicionalmente fabricantes de telas y comerciantes. También alberga varias sinagogas, colegios y clubes judíos. Durante la crisis en el año 2001, a causa de la migración de muchos judíos porteños a Israel, su población en el barrio disminuyó sensiblemente.
Existen en la zona importantes corrientes migratorias provenientes de Corea del Sur y Perú.

## Vecinos ilustres
- Bernardo Alberto Houssay (1887-1971), médico y farmacéutico argentino, galardonado con el Premio Nobel de Medicina en 1947.
- Eliahu Toker (1934-2010), escritor nacido en el barrio de Once.
- Ezra Sued (1923-2011), futbolista argentino.
- Sergi Paganini, 1975 porteño de ley.
- Ricardo Darín, actor argentino.
- Berta Perelstein de Braslavsky (1913-2008), pedagoga y educadora, profesora de la Universidad Nacional de La Plata, ciudadana ilustre de la Ciudad de Buenos Aires

## Galería

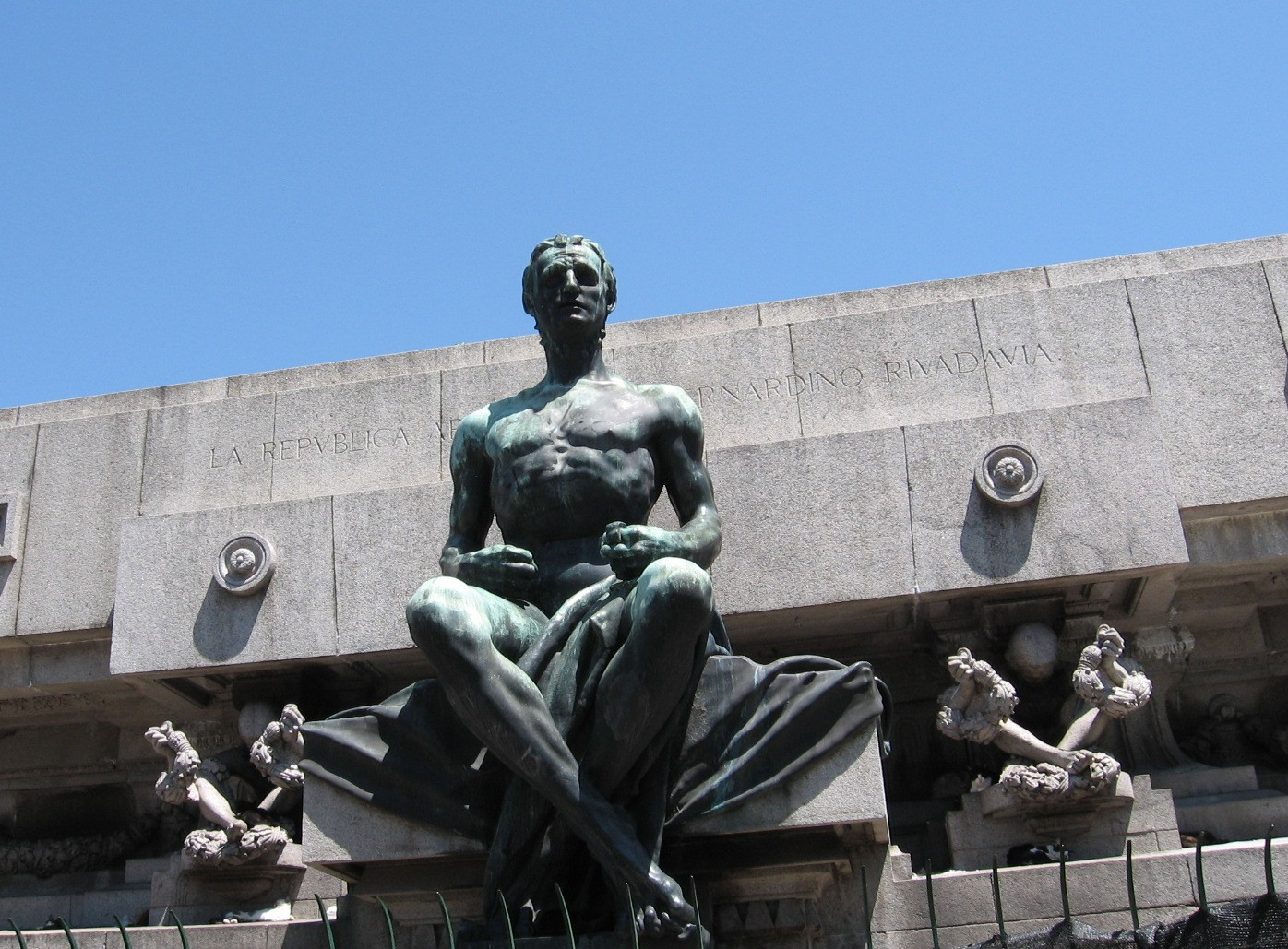
Estatua a Bernardino Rivadavia, en Plaza Miserere